# Trak Wendisch
Trakia Wendisch (* 7. August 1958 in Berlin als Trakia René Wendisch) ist ein deutscher Künstler. Wendisch betätigt sich als Bildhauer, Maler und Zeichner.

## Leben

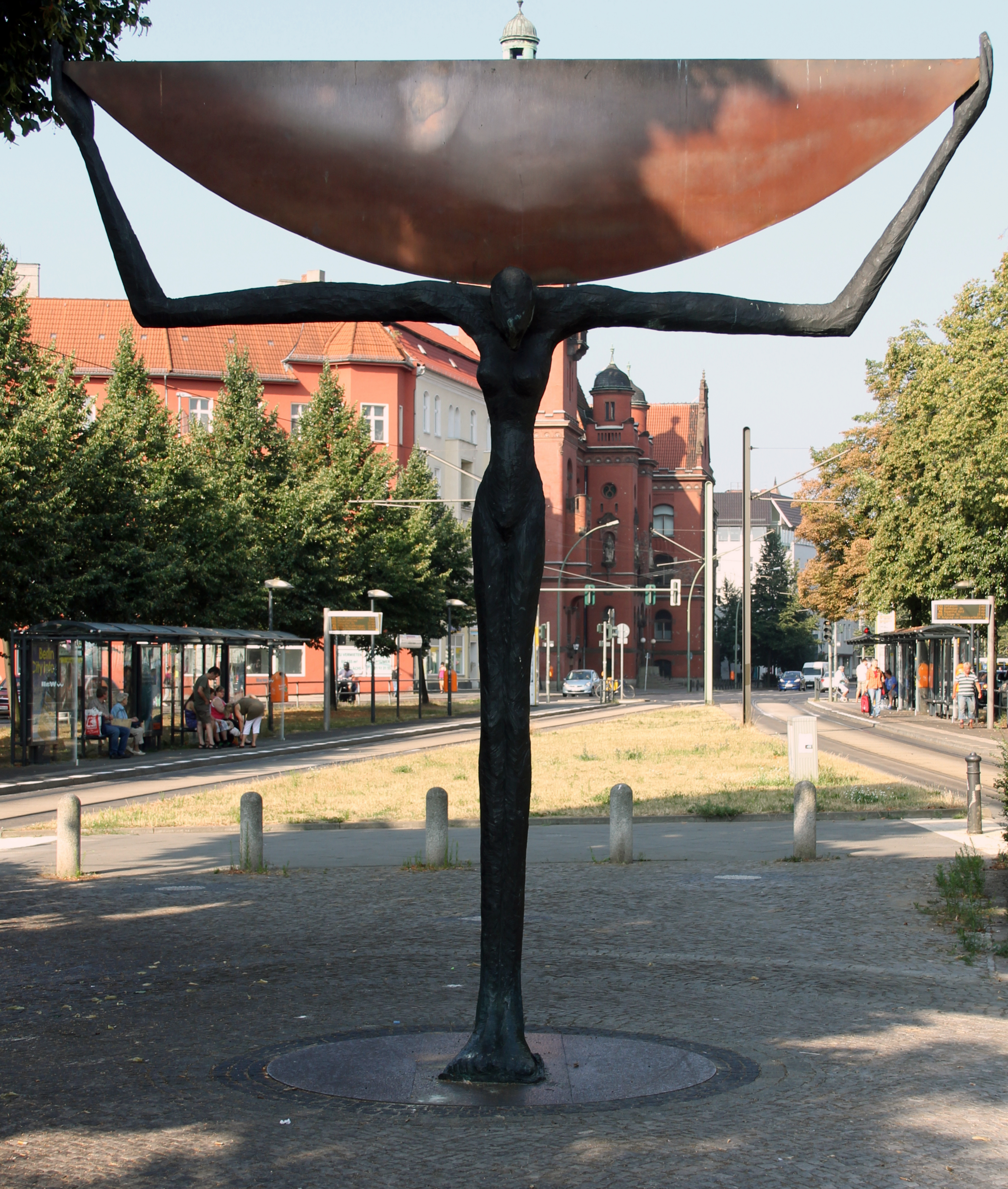
"Viertelmondträgerin"
Breite Straße, Berlin-Pankow

Nach dem Besuch der Polytechnischen Oberschule Wilhelm Pieck (heute Rosa-Luxemburg-Gymnasium) in Pankow studierte Wendisch von 1977 bis 1982 bei Dietrich Burger und Bernhard Heisig an der Hochschule für Grafik und Buchkunst in Leipzig Malerei und Grafik. Seitdem ist er als freischaffender Künstler tätig. 1985/1986 war Wendisch Meisterschüler bei Gerhard Kettner an der Hochschule für Bildende Künste Dresden. Er war bis 1990 Mitglied des Verbands Bildender Künstler der DDR, dessen Zentralvorstand er ab 1988 angehörte. Wendisch hatte schon in der Zeit der DDR eine bedeutende Zahl von Einzelausstellungen und Ausstellungsbeteiligungen, u. a. 1987/1988 auf der X. Kunstausstellung der DDR in Dresden.
Von 1985 bis 1995 war Wendisch am Gemeinschaftsprojekt Burg Goldbeck beteiligt. 1994 stellte er im Kunstverein Ingolstadt aus.
„Die meisten seiner Arbeiten wirken überaus drastisch, oft wie apokalyptische Abgesänge auf die condition humaine“, so Kurator Hans-Michael Herzog. „Auch scheint Wendisch mit seinen Werken in bester deutscher expressionistischer Tradition zu stehen – von den Künstlern der ‚Brücke‘ zu Beginn des 19. Jahrhunderts über den ostdeutschen Expressionismus etwa eines Heisig bis hin zum Neoexpressionismus der ‘Neuen Wilden’ in der ersten Hälfte der 80er Jahre.“